# Тишковичи (Львовская область)
Тишковичи (укр. Тишковичі) — село в Шегининской сельской общине Яворовского района Львовской области Украины.
Население по переписи 2001 года составляло 270 человек. Занимает площадь 0,807 км². Почтовый индекс — 81351. Телефонный код — 3234.